# シーヴス・ライク・アス
「シーヴス・ライク・アス」（Thieves Like Us）は、イギリスのバンド、ニュー・オーダーが1984年に発表した楽曲である。日本では発売当初「夢盗人」という邦題が付けられていた。

## 概要
前作「コンフュージョン」に続いてニューヨークのDJであるアーサー・ベイカーとの共同制作による作品であり、今作では作者としても名前が記載されている。「コンフュージョン」がエレクトロヒップホップの影響が色濃い楽曲であったのに対し、この曲はシンセサイザーを主体としたミディアム調の楽曲となっている。
カップリング曲は「ロンサム・トゥナイト」でこちらはニュー・オーダー単独での作品であってアーサー・ベイカーは制作に関わっていない。
ファクトリー・レコードのカタログ番号はFAC 103。全英シングルチャート最高位18位を記録した。
この曲は後にベスト・アルバム『サブスタンス』、『ザ・ベスト・オブ・ニュー・オーダー』、『シングルズ』にも収録された。また「ロンサム・トゥナイト」は『サブスタンス』（CDのみ）、『レトロ』にも収録されている。

### 日本国内盤
日本では当時ファクトリー・レコードの販売を行っていた日本コロムビアより「夢盗人」のタイトルで12インチシングルとしてリリースされた。収録曲は以下のとおりで海外盤と同じである。なお「夢盗人」のタイトルは日本コロムビア盤のみ使用され、後のポリドール（現・ユニバーサルミュージック）盤、ワーナーミュージックジャパン盤では使用されていない。
- Side-A 夢盗人 Thieves Like Us - 6:36
- Side-B ロンサム・トゥナイト Lonesome Tonight - 5:11

## 「マーダー/シーヴス・ライク・アス・インストゥルメンタル」
このシングルとほぼ同時期に、ファクトリーとベルギーのクレプスキュール・レーベルとの兄弟会社ファクトリー・ベネルクスから12インチ・シングル「マーダー（Murder）」がリリースされた。このシングルにはこの曲のインストゥルメンタル・ヴァージョンが収録されている。ちなみに「マーダー」もインストゥルメンタルである。
このシングル「マーダー」はファクトリー・ベネルクス以外からのリリースはなかったが、後にベスト・アルバム『サブスタンス』（CDのみ）に双方が収録されることになる。このシングルの収録曲は次のとおり。
- Side-A Murder - 3:55
- Side-B Thieves Like Us Instrumental - 6:57

## チャート
| チャート（1984年）               | 最高順位 |
| -------------------------------- | -------- |
| イギリス（全英シングルチャート） | 18       |

## 備考
- 1986年の映画『プリティ・イン・ピンク/恋人たちの街角』の中でこの曲のインストゥルメンタルが使用されている。この映画で主演したモリー・リングウォルドは彼らの大ファンであるとのこと。なお同映画のサウンドトラック盤に彼らは新曲「シェルショック」を提供している。